# Tu–204
A Tu–204 az 1980-as évek végén, az 1990-es évek elején a Tupoljev-tervezőirodában a Tu–154 leváltására kifejlesztett, közepes hatótávolságú utasszállító repülőgép. 1989-ben repült először, 1994-ben állították forgalomba. A gép sorozatgyártása 1990-ben kezdődött a  Kazanyi Repülőgépgyártó Termelési Egyesülésben (KAPO) és az uljanovszki Aviasztar-SZP repülőgépgyárban.
Az utasférőhelyek száma kétosztályos elrendezésben, típustól függően 160 és 210 fő, a hatótávolság 6300 és 8500 kilométer között mozog. Csaknem teljesen megegyezik az amerikai Boeing 757-essel. Az Aeroflot számára fejlesztették ki, mint a Tu–154-es utódját. A légitársaságok 1996 óta alkalmazzák.

## Fejlesztés

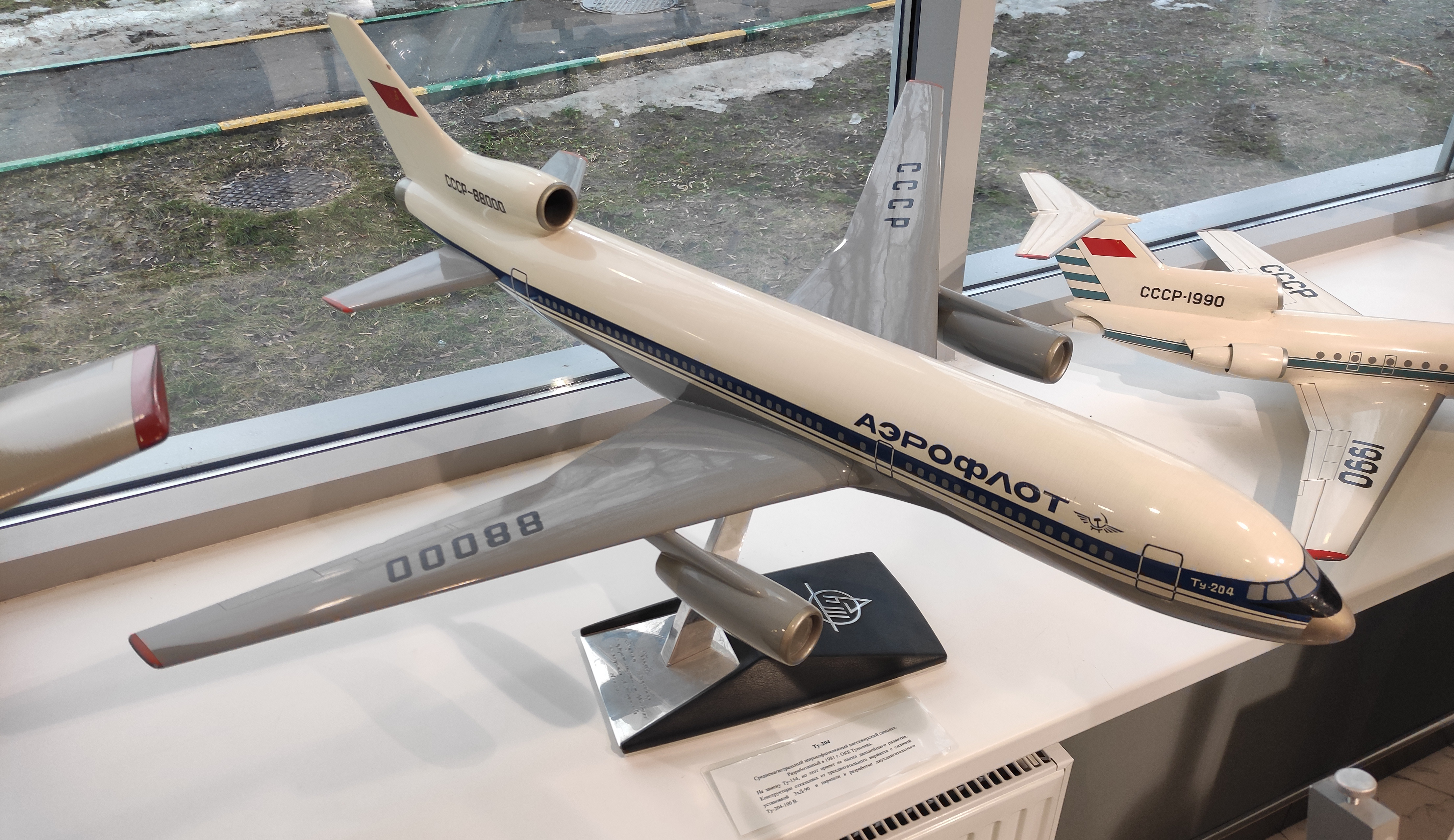
A kezdeti tervek szerinti háromhajtóműves Tu–204-es modellje.

A Tupoljev-tervezőiroda először 1973-ben kezdte megvizsgálni a Tu–154-est helyettesítő új, közepes hatótávolságú utasszállító repülőgép fejlesztését. A lehetőségek között szerepelt egy új repülőgép kifejlesztése helyett a meglévő Tu–154-esek korszerűsítése is, csakúgy, mint a Tu-134D, a Tu–134-es jelentősen átalakított, modernizált változatának terve. 1979-re a tervezőiroda egy új repülőgép megépítése mellett döntött a Tu–204 név alatt, a kezdeti tervek alapján egy szélestörzsű, kétszintű és háromhajtóműves, kétemeletes repülőgép épült volna meg, amely egyben utas- és teherszállításra is alkalmas lett volna.
A szovjet kormány 1981. augusztus 11-i kormányrendeletben hagyta jóvá egy közepes hatótávolságú, három D–90-es (a későbbi PSZ–90-es) hajtóművel felszerelt és korszerű üzemanyag-fogyasztású repülőgép létrehozását. 1982-ben befejezték az első modell építését, de a projektet ezen modell alapján tovább már nem fejlesztették. A Tupoljev mérnökei lemondtak a hárommotoros lehetőségről, és áttértek egy normál szélességű, egyszintű repülőgép tervezésére, amelynek két hajtóműve a szárnyak alá lett szerelve. A Tu–204-es lett az első Tupoljev repülőgép, amelynek hajtóművei a szárnyak alatt találhatóak.
A Szovjet Légügyi Minisztérium Ivan Sztyepanovics Szilajev miniszter kezdeményezésére 1982-ben döntött úgy, hogy a korábbi tervek alapján, ugyanazon hajtóműveket használva nem csak a közepes hatótávolságú, kéthajtóműves Tu–204-est, de az Iljusin Il-96 név alatt egy nagy hatótávolságú, négyhajtóműves repülőgépet is kifejlesztenek. 1983-ban a Szovjetunió Minisztertanácsa további rendeletet adott ki a Tu–204-es és Il-96-osok fejlesztéséről és megépítéséről, amely kimondta, hogy a készülő modellek versenyképtelenebbek az akkori nyugati repülőgépeknél. Ennek értelmében versenyt hirdettek új utasszállító repülőgépek szabványos hajtóműveinek kiválasztására a Kuznyecov és Szolovjov-tervezőirodák bevonásával. A közbeszerzést a Szolovjov D–90-ese nyerte, ebből lett később kifejlesztve a PSZ–90-es.
A gép szerkezeti tömegének minimalizálása érdekében a fejlesztők úgy döntöttek, hogy a repülőgépben kompozitanyagokat használnak fel, ezek végül a felhasznált anyagok 14%-át teszik ki. A végső dizájn kidolgozása során más technológiai újításokat is bevezettek: előregyártott paneleket, hézagok nélküli szárnypaneleket és modern rögzítő elemeket, köztük titánt is alkalmaztak. A nagyméretű, félkész alkatrészek és szerkezeti elemek használata lehetővé tette a törzsön lévő illesztések számának jelentős csökkentését; ennek következtében a szerkezet súlya kisebb, a repülőgép külső felületének minősége jobb, az anyagkifáradás valószínűsége alacsonyabb. Különös figyelmet fordítottak a szerkezet korrózióállóságának növelésére. Javult a hő- és hangszigetelési rendszer, a kabin alsó részébe vízelvezető szelepeket szereltek fel, és javították a felhasznált festékek minőségét.
A tervezési folyamat végeztével arról született döntés, hogy a Tu–204-eseket az Uljanovszkban gyártják majd.

## Jellemzők
A Tu–204-est modern, személy- és teherszállító repülőgépcsaládnak készült. Üzemeltetési költsége, üzemanyagfogyasztása és zajszennyezése alacsony. Aviadvigatyel PSZ-90-es vagy Rolls-Royce RB211-es hajtóművekkel szerelhető fel. A Tu–204-est a két legnagyobb oroszországi repülőgépgyártó üzemben gyártják Uljanovszkban és Kazányban.
A repülőgép utaskabinjának többféle elrendezése lehet a megrendelő igényei szerint: egyosztályos 210 fő részére illetve két- vagy háromosztályos 164-193 fős kapacitással. A Tu–204-es kargóváltozatát jelenleg európai és egyiptomi légitársaságok üzemeltetik.
Első-, másod- vagy turistaosztályú kabinokban 2+2 vagy 3+3 ülés kaphat helyet egy sorban. A másodosztályú elrendezésben a széksorok távolsága, bevett szokás szerint, 810 mm. Az utasteret mozgatható és teljesen eltávolítható válaszfallal vagy függönnyel lehet felosztani.
A Tu–204 új generációs orosz repülőgép, így olyan technikai újdonságokkal rendelkezik, mint a fly-by-wire rendszer, a szárnyfül, modern orosz és nyugati avionika vagy az áttekinthetőség miatt a kijelzőkkel felszerelt pilótafülke. A Tu–204-es az első orosz repülőgép, amely nyugati hajtóműveket is használ (Rolls-Royce RB211).

## Típusváltozatok

### Tu–204–100[3]

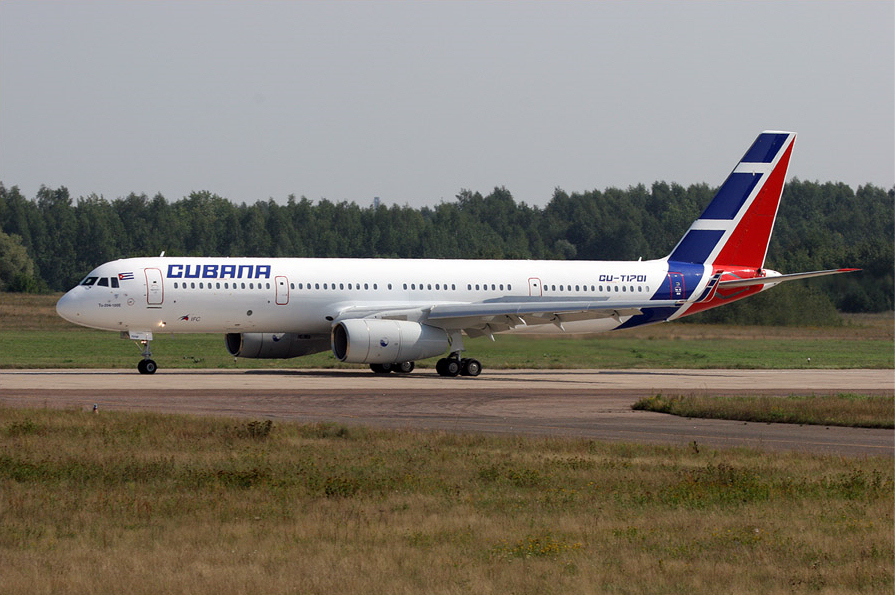
A kubai Cubana légitársaság Tu–204–100-as gépe

A -100-as és -200-as a Tu–204-es gépcsalád első tagja orosz PSZ–90-es hajtóművekkel és orosz avionikával. A repüléshez szükséges engedélyeket 1995 januárjában kapta meg. A Tu–204-200-as nagyobb változat hosszabb távra. Csak egyetlen Tu–204-200-as készült Uljanovszkban, de szolgálatba nem állt. Ezt a típust ma Kazányban gyártják Tu-214-es néven.
A Tu–204-100SZ és a -200SZ teherszállító változatok. A géptörzs elején, bal oldalon nagyméretű teherajtó kapott helyet a teher be- és kirakodására. A -100C és a -200C a légitársaságok számára elérhető továbbfejlesztett PSZ90-A2 hajtóművekkel is, amelyek kevesebb karbantartást igényelnek.

### Tu–204–300
A Tu–204–300-as, avagy Tu–234-es, a Tu–204-es alapváltozat rövidebb törzsű, hosszabb hatótávolságú és alacsonyabb üzemanyag-fogyasztású változata. Két alváltozata létezik: a nehezebb változat Aviadvigatyel PS 90–A2 hajtóművekkel van felszerelve, maximális felszállótömege 107,5 tonna, hatótávolsága 166 utassal 9300 kilométer; a könnyebb változat maximális felszállótömege 89 tonna, hatótávolsága 166 utassal 3500 kilométer. A Tu–204–300-as a Vladivostok Airnél állt szolgálatba, 2023-ban az Air Koryo az egyetlen civil üzemeltetője.

### Tu–204K
A Tu–204 kriogén hajtású változatának terve, mely nem valósult meg. A gépre két darab PSZ–92 turbóventilátoros gázturbinás sugárhajtóművel felszerelését tervezték. Eredeti típusjelzése Tu–206 volt, később átnevezték Tu–204K-re (K – kriogennoje toplivo). A cseppfolyósított földgáz (LNG) tartályait a törzs felső részén, a pilótafülkétől a függőleges vezérsíkig végigfutó gerinc alatt helyezték volna el. A sorozatgyártású PSZ–90A sugárhajtómű vegyes üzemű változatának, a PSZ–92-nek LNG-vel üzemeltetve összességében negyedannyi károsanyag-kibocsátása volt, mint a PSZ–90-nek. Ezen belül a nitrogén-oxid kibocsátást 15 százalékkal, a szénmonoxid-kibocsátást 20 százalékkal sikerült csökkenteni. A 161 kN maximális tolóerejű PSZ–92 alkalmas kerozinnal történő üzemeltetésre is. A gép tervezett maximális felszálló tömege 110 750 kg, hasznos terhelése 25 200 kg volt. Maximális terheléssel 3600 km-es, normál terheléssel 5300 km-es hatótávolsággal rendelkezett volna.

### Tu–214
A Tu–204 továbbfejlesztett, növelt hatótávolságú változata, melyet Jurij Vorobjov főkonstruktőr vezetésével dolgoztak ki a Tupoljevnél. 1996. március 21-én repült először, 1997 márciusában kapta meg a légügyi hatósági engedélyeket.
Oroszország Ukrajna elleni inváziója után 2022 tavaszán a Rostec bejelentette, hogy a nemzetközi szankciók miatt újraindulhat a Tu-214-esek sorozatgyártása. Ezt egy újabb bejelentés követte, miszerint a United Aircraft Corporation megkezdte 20 Tu-214-es összeszerelését, hogy azzal cseréljék le az orosz légitársaságok Airbus és Boeing gépeit. Összesen 70 gép összeszerelését tervezik a következő hat évben.

### Tu–214F
A Tu–214 növelt, 9000 km hatótávolságú teherszállító változatának terve (F – freight). Az üzemanyag mennyiségét megnövelik, a hasznos terhelés eléri a 30 tonnát. A Kazányi Repülőgépgyár tervezi a sorozatgyártását. Kialakításában és felszereltségében hasonló az Uljanovszkban gyártott Tu–204C-hez. A törzsön nincs ablak, a törzs bal oldalán, elöl nagyméretű teherajtó kap helyet.

### Tu–214VIP
A Tu–214 növelt komfortfokozatú (szalon-) változatának terve. Az orosz kormányzat és a fegyveres erők tervezik alkalmazását.

### Tu–224
A Tu–214 Rolls-Royce RB.211–535E4 hajtóművekkel és nyugati avionikával felszerelt változata. Egyelőre terv.

### Tu–204SZM
A Tu–204 modernizált, továbbfejlesztett változata. Csökkentették a felszálló tömeget és a személyzetből elhagyták a fedélzeti mérnököt. Az utasférőhelyek száma kialakítástól függően 176–194 között változik. Modernizálták a gép avionikai berendezéseit, valamint új, gazdaságosabb üzemű PSZ–90A–2 gázturbinás sugárhajtóműveket kapott. Ugyancsak új a TA–18–200 típusú fedélzeti segédhajtóműve. A pilótafülkében minden felirat angol nyelvű (kivéve azokon a gépeken, amelyek kizárólag belföldi járatokon fognak üzemelni). A Tu–204SZM változat első prototípusa 2010. december 29-én emelkedett először a levegőbe az Uljanovszk Vosztocsnij repülőtérről. Az orosz Red Wings légitársaság mintegy 30 darab Tu–204SZM beszerzését tervezi a jövőben.

## Üzemeltetők
- Cairo Aviation
- Dalavia
- Air China Cargo
- Aviastar-TU
- Kavminvodyavia
- KrasAir
- Rossiya
- Vladivostok Avia
- Cubana
- Air Koryo
- Transaero
- Sirocco Aerospace
- Red Wings Airlines

### További megrendelők
- Ilyushin Finance Company
- Blue Wings
- Iran Air Tours

## Külső hivatkozások
- A Tupoljev hivatalos oldala
- A sorozatgyártást végző Aviasztar-SZP honlapja (oroszul és angolul)
- A sorozatgyártást végző Kazányi Repülőgépgyártó Termelési Egyesülés (KAPO) honlapja
- A Tu–204 repülőgépcsalád műszaki ismertetője (Aviasztar-SZP repülőgépgyár, oroszul)
- A Tu–214 a gyártó Kazányi Repülőgépgyártó Termeléso Egyesülés (KAPO) honlapján (oroszul)[halott link]